# Calado (ornamentación)

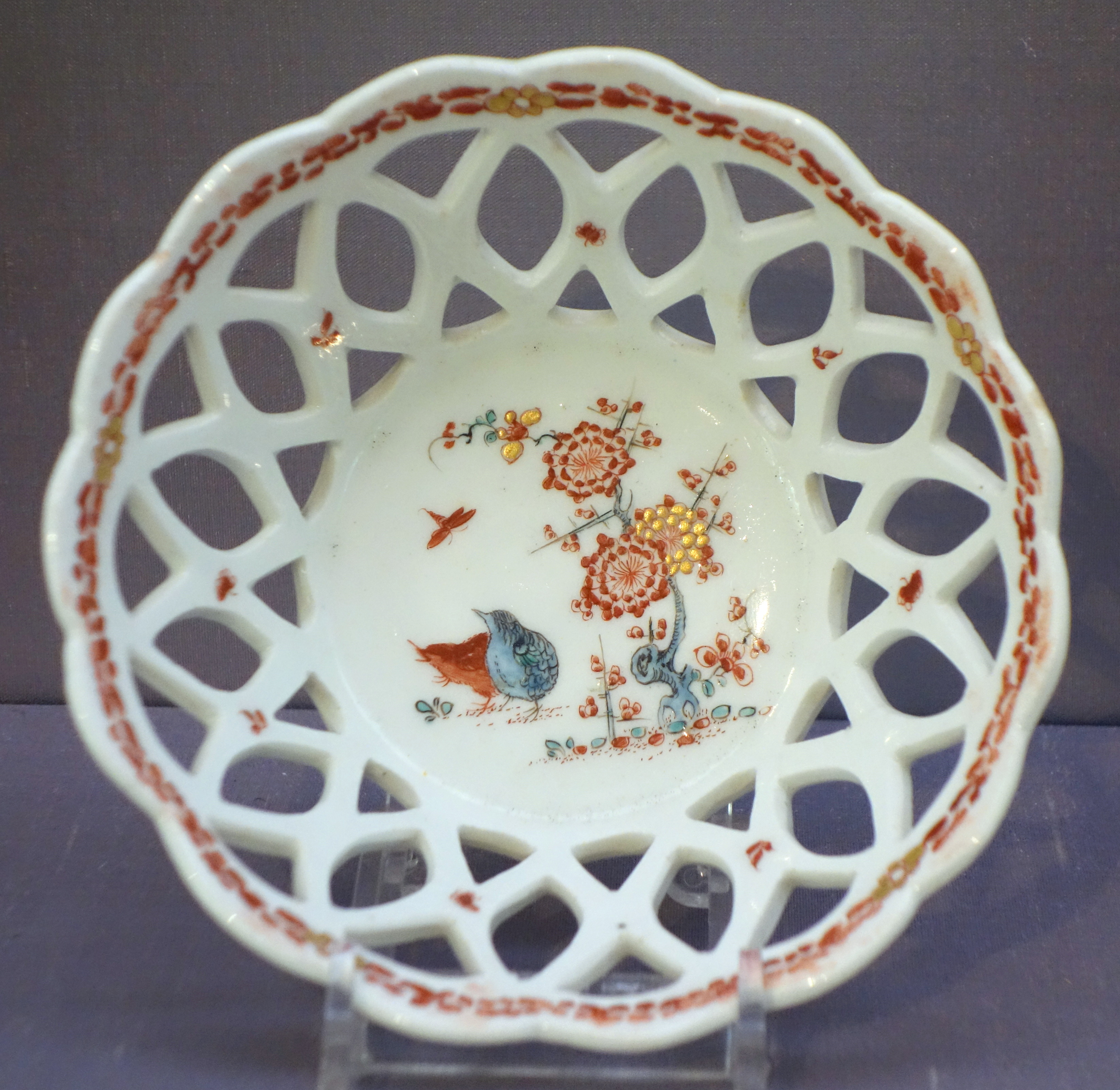
Cesta con calado de porcelana de Bow inglesa de mediados del.

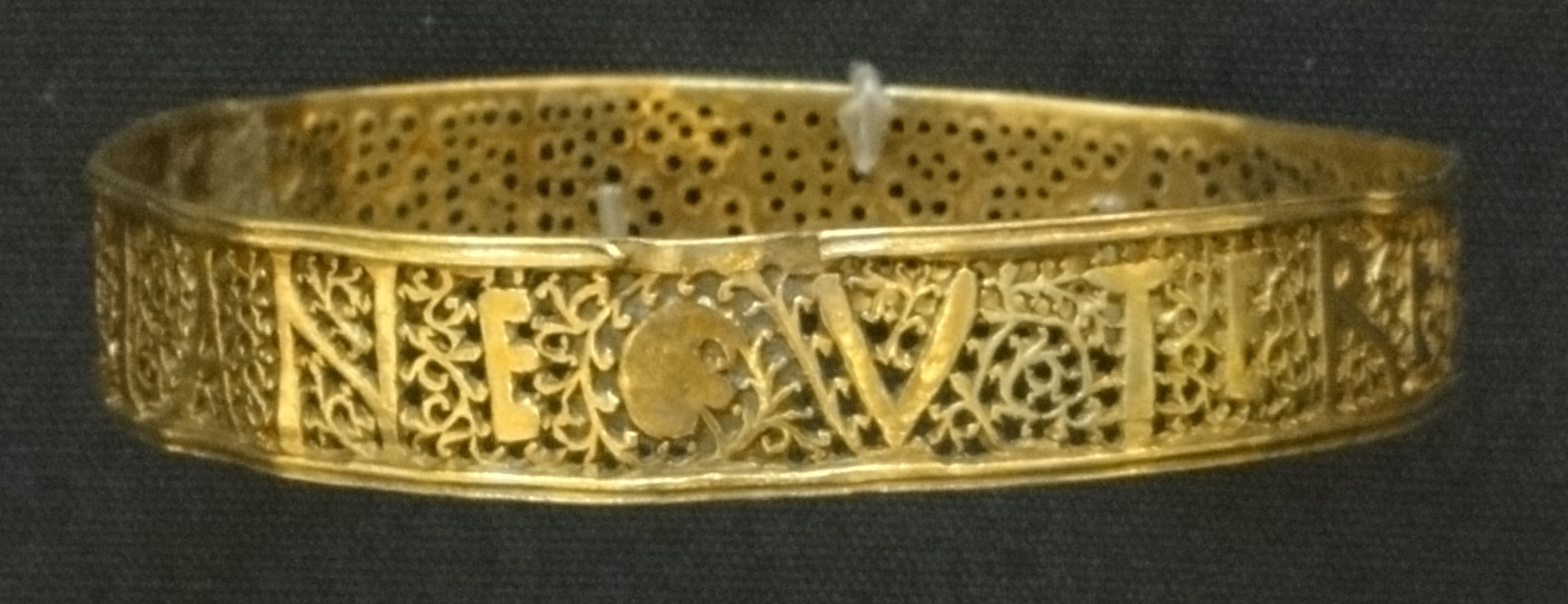
Un calado de tipo opus interrasile. Antiguo brazalete romano de oro del Tesoro de Hoxne. Se puede leer «Juliane».

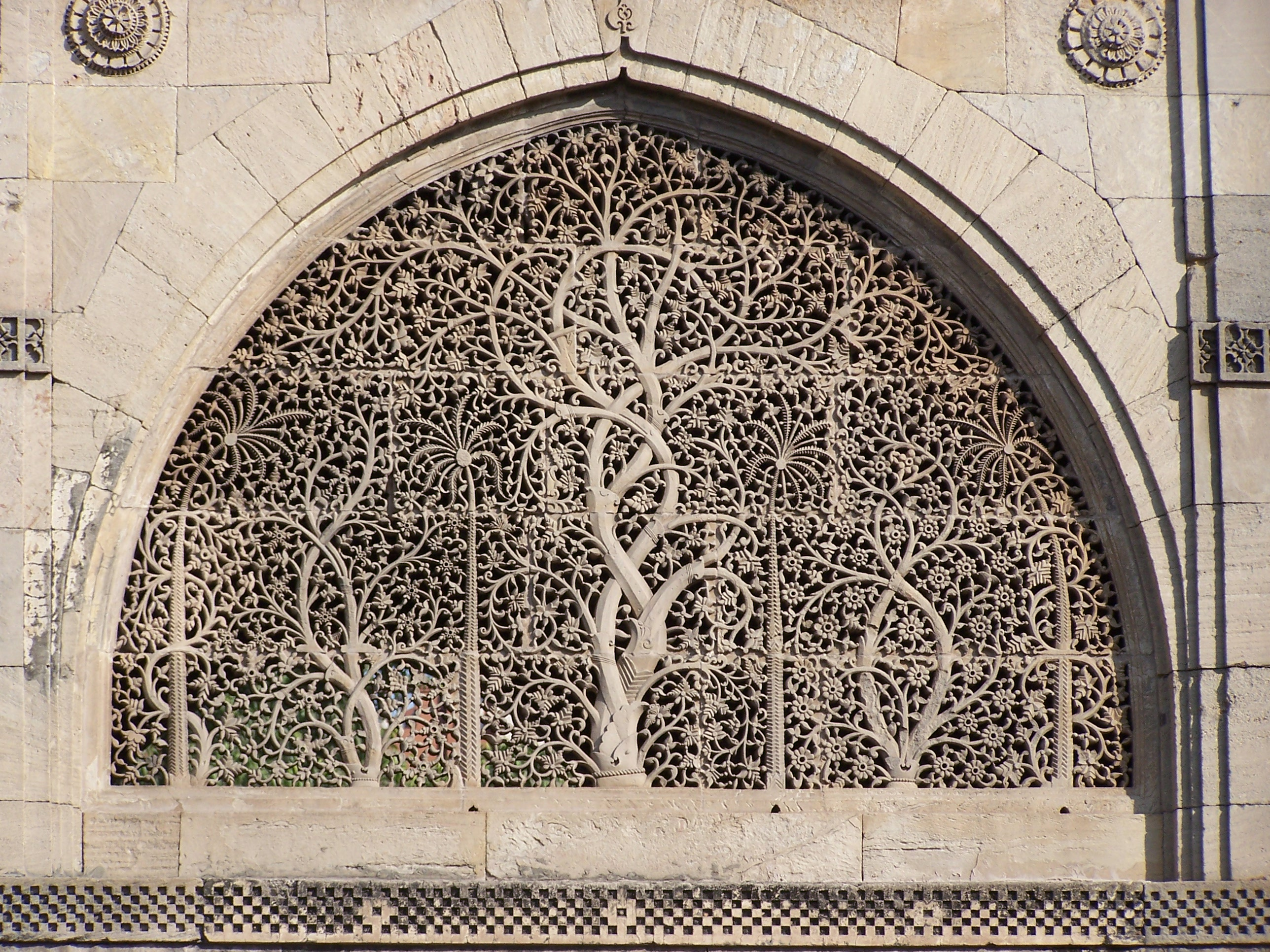
Intrincados jaalis de la mezquita de Sidi Saiyyed en Ahmedabad, India.

En historia del arte, el término calado hace referencia a cualquier técnica, histórica o actual, que perfora un material sólido (como metal, madera, piedra, cerámica, tela, cuero o marfil) con fines decorativos. Dichas técnicas se han utilizado ampliamente en una gran cantidad de culturas; Ejemplos son el arabesco en la arquitectura islámica, el opus interrasile romano en joyería, o el sukashibori japonés en monedas y otros objetos.
El término es bastante flexible, y se usa tanto para técnicas aditivas que construyen el diseño, como por ejemplo las características más grandes en arquitectura, como para aquellas que toman un material plano y hacen cortes o agujeros en él. Igualmente, las técnicas como la fundición con moldes crean todo el diseño en una sola etapa y son comunes en el trabajo a cielo abierto. Aunque mucho calado depende de su efecto en el espectador que ve a través del objeto, algunas piezas colocan un material diferente detrás del calado como fondo.

## Variantes
Las técnicas o estilos que normalmente usan calado incluyen toda la familia de tipos de encaje y calado en textiles, incluido el broderie anglaise y muchos otros. El calado en madera se usa para varios tipos de objetos. Siempre ha habido un gran uso del calado en la joyería, entre otras cosas para ahorrar en materiales caros y peso. Por ejemplo, el opus interrasile es un tipo de decoración utilizada en la antigua joyería romana y bizantina, que perfora finas tiras de oro con punzones.  Otras técnicas utilizaron fundición con moldes, o construyeron el diseño con alambre o pequeñas tiras de metal. Los objetos esencialmente planos son fáciles de moldear utilizando moldes de arcilla u otros materiales, y esta técnica se conocía en la antigua China desde antes de la dinastía Shang de (1600–1046 a. C.). En una escala mayor en metal, la decoración de hierro forjado y hierro fundido a menudo ha implicado calado en metal.
La metalurgia escita, que generalmente se usaba en la persona, o al menos se transportaba en un carro, utiliza mucho el calado, probablemente en parte para ahorrar peso. El sukashibori (que se traduce aproximadamente como «trabajo transparente») es el término japonés que cubre una serie de técnicas de calado, que han sido muy populares en el arte japonés.
El calado en cerámica es más propio en Oriente que en Occidente (aunque existen excepciones, como los cedazos o tamices, claramente). La cerámica coreana fue especialmente aficionada a la técnica del calado desde época antigua. Se usó poco en la cerámica europea hasta el siglo XVIII, cuando se popularizaron los diseños de celosía en la cestas de cerámica rococó, y más tarde en las bandejas de plata inglesas. Las secciones caladas se pueden hacer cortando el material sólido antes de la cocción u horneado, o construyéndose con tiras de arcilla, esta última se usa a menudo imitando la cestería. En el calado en vidrio es bastante menos común, aunque en las diatretas de la Antigua Roma, como la copa Trivulzio, se usan como capa exterior decorativa.
Algunos calados, además de decorativos son necesarios, ya que permite un flujo de aire a través de paredes, incensarios o pebeteros de incienso, pomas de olor, rociadores, rejillas y otros elementos arquitectónicos de ventilación, y varias partes de los sistemas de calefacción. Los calados que separan espacios interiores de exteriores tienen la característica de que permiten ver a través de dentro hacia fuera pero no de fuera hacia adentro, por lo que garantiza cierta privacidad.

## Arquitectura
En arquitectura, el calado toma muchas formas, incluyendo tracería, balaustradas y parapetos, entre muchos otros. Es especialmente característico en el mundo islámico incluyen jaali (calado en piedra) y equivalentes en madera como el mashrabiya. Los campanarios tipo beffrois y las torres campanario  normalmente incluyen elementos abiertos o semiabiertos para permitir que el sonido se escuche a distancia, y estos a menudo se utilizan para uso decorativo. En la arquitectura gótica, algunos chapiteles están calados por completo. La última de las dos torres en el frente oeste de la catedral de Chartres es en gran medida calada. Además de piedra y madera, la gama de materiales incluye ladrillo, que puede usarse para ventanas, normalmente sin esmaltar. Construcciones de hierro forjado como la Torre Eiffel también se consideran caladas. En este caso, una estructura calada es crucial para la ingeniería de la torre, no solo porque reduce el peso de la misma, sino porque también reduce su resistencia al viento.
Comenzando con la torre de principios del siglo XIV en Freiburg Minster, en la que la piedra perforada se mantenía unida por alambres de hierro, la torre calada, según Robert Bork, representa una «extensión radical pero lógica de la tendencia gótica hacia la estructura esquelética». Las 18 torres caladas de la Sagrada Familia de Antoni Gaudí en Barcelona representan una consecuencia de esta tendencia gótica. Diseñado y comenzado por Gaudí en 1884, permanecieron incompletos hasta el siglo XXI.

## Galería

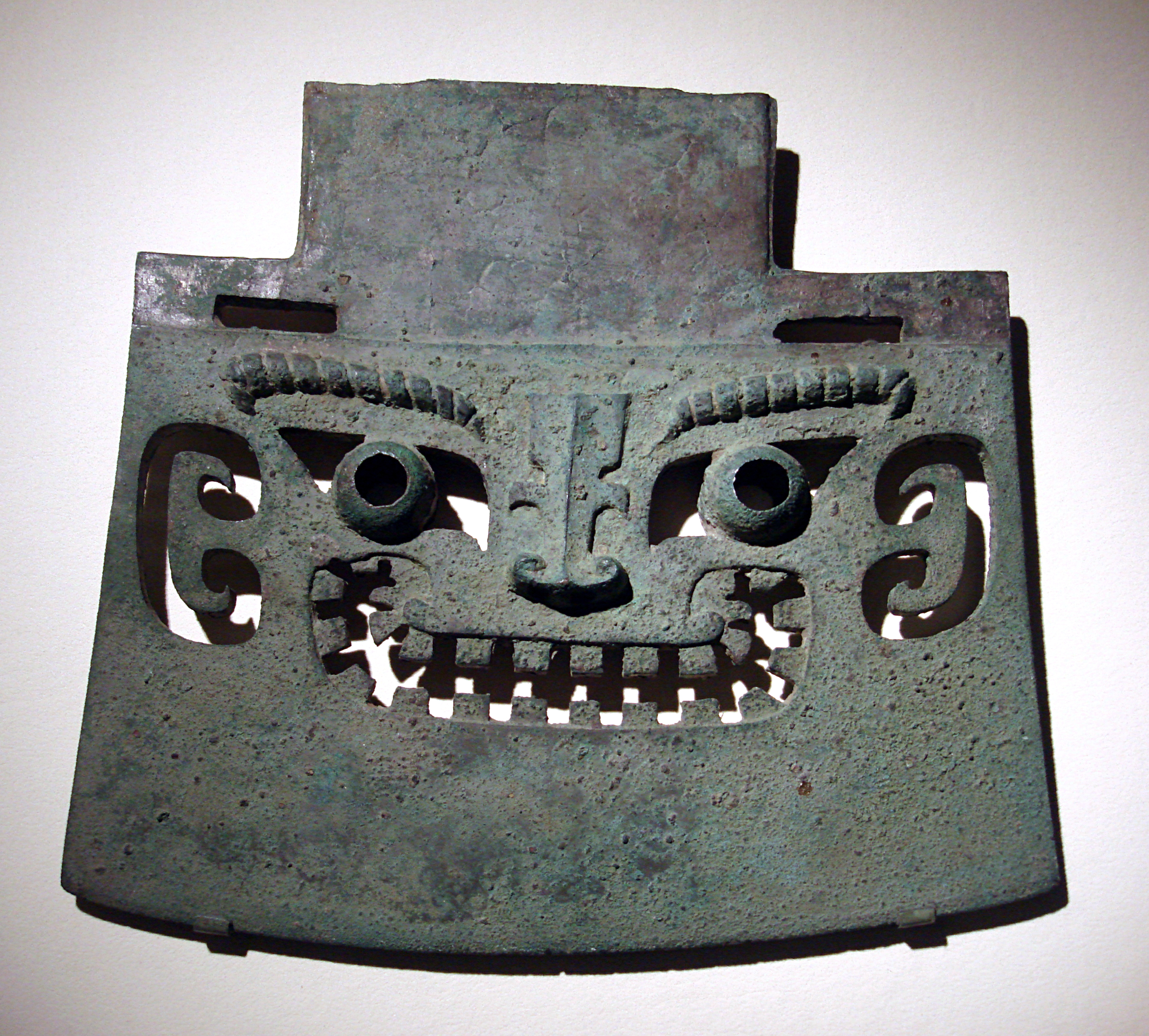
Hoja de un hacha de bronce de origen chino (dinastía Shang)
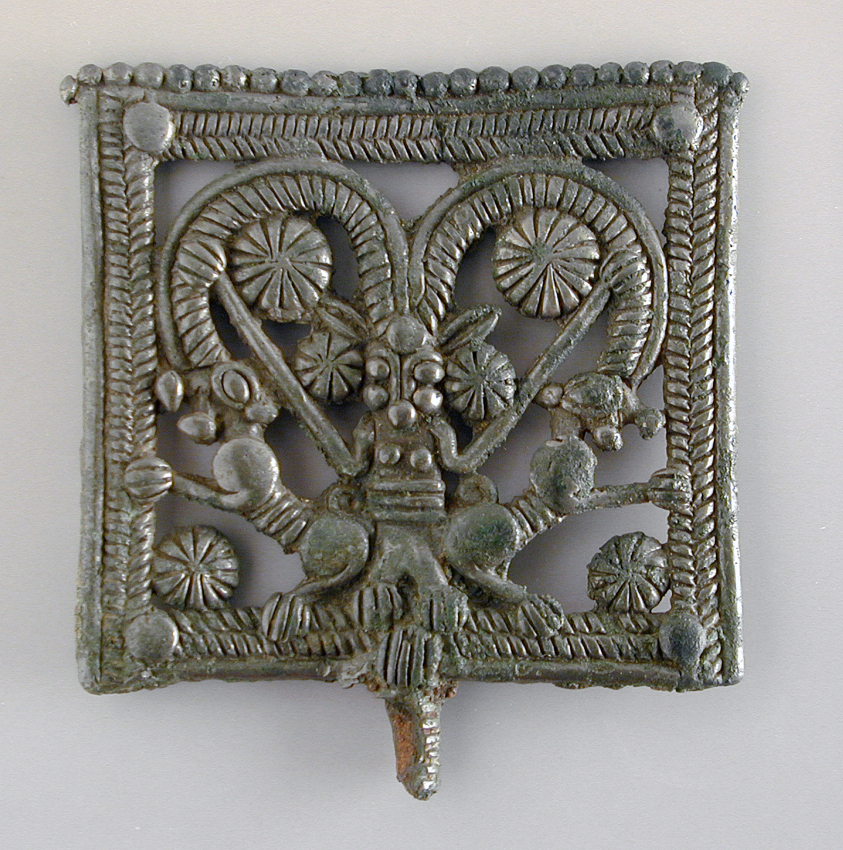
Cabeza de alfiler calada procedente de Irán (bronce del Luristán fundido) 1000–650 e.c.
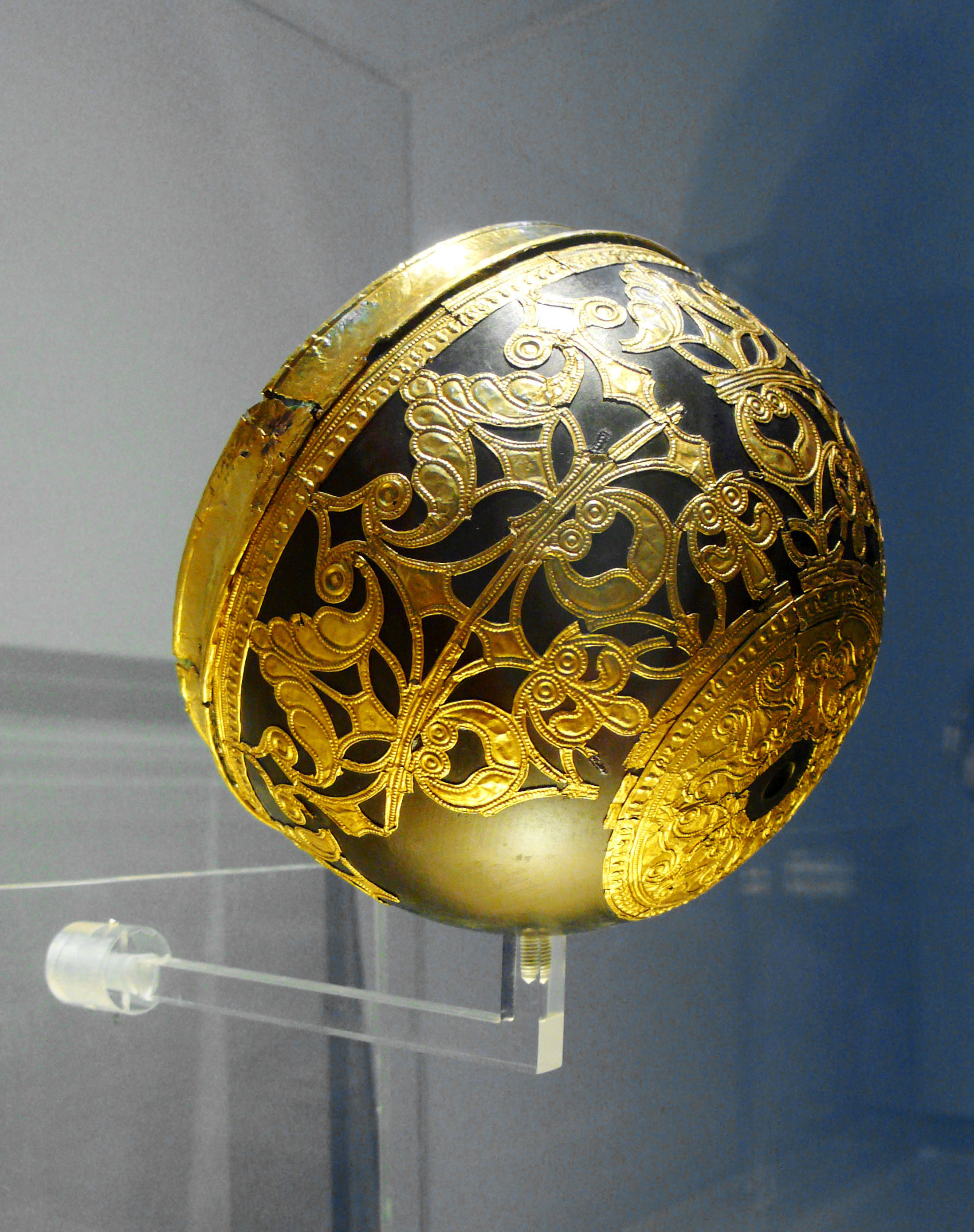
Montura ornamental de oro calada en un tazón de origen celta, encontrado en el 420 e.c.
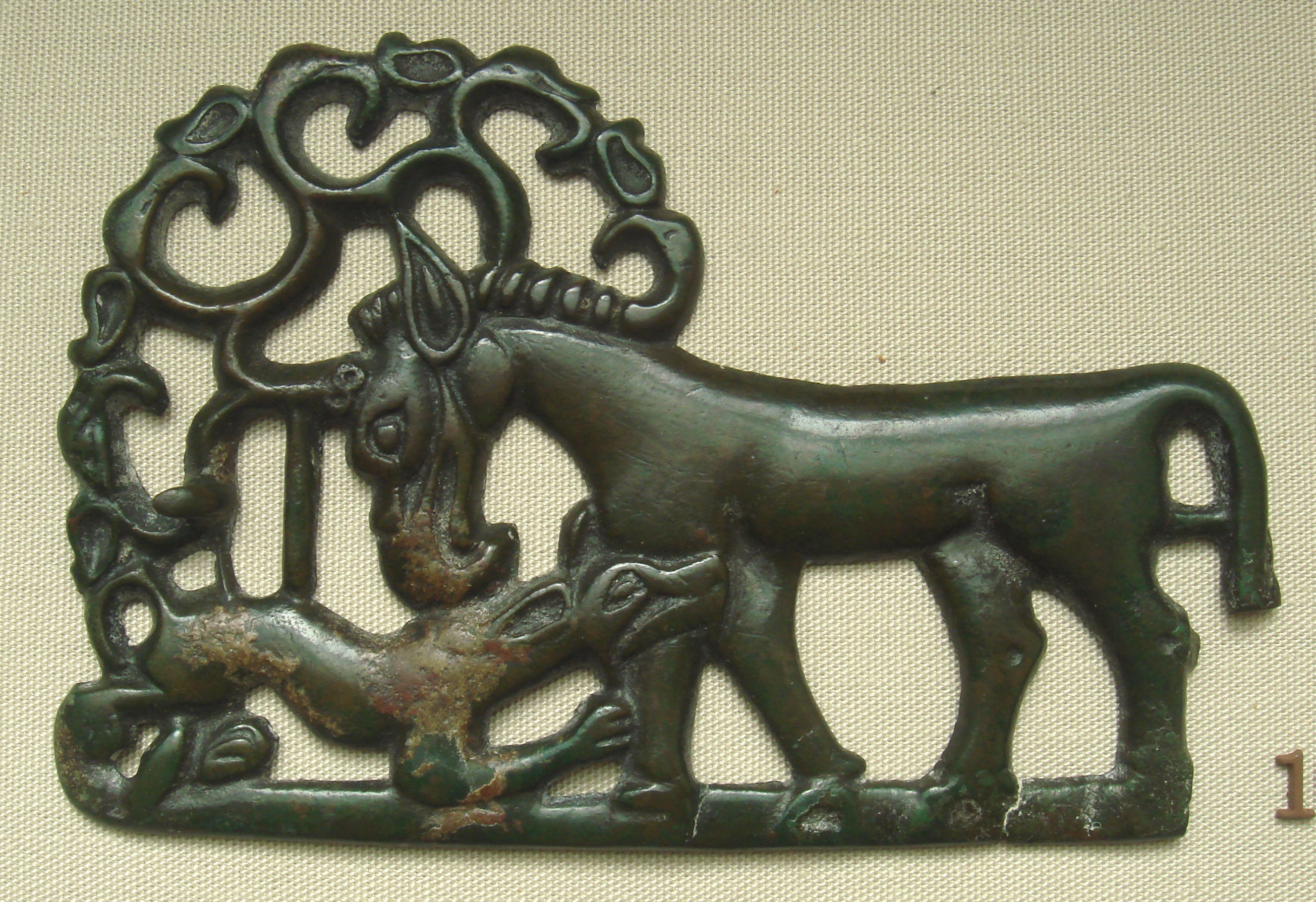
Placa de bronce de la cultura de Ordos, extremo oriental del arte escita, siglo IV e.c.
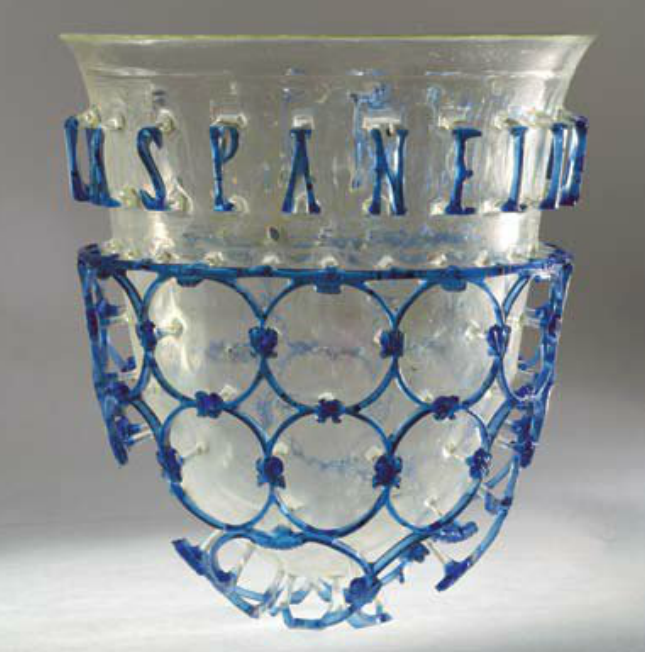
Diatreta en un vaso romano del siglo IV encontrado en Montenegro.
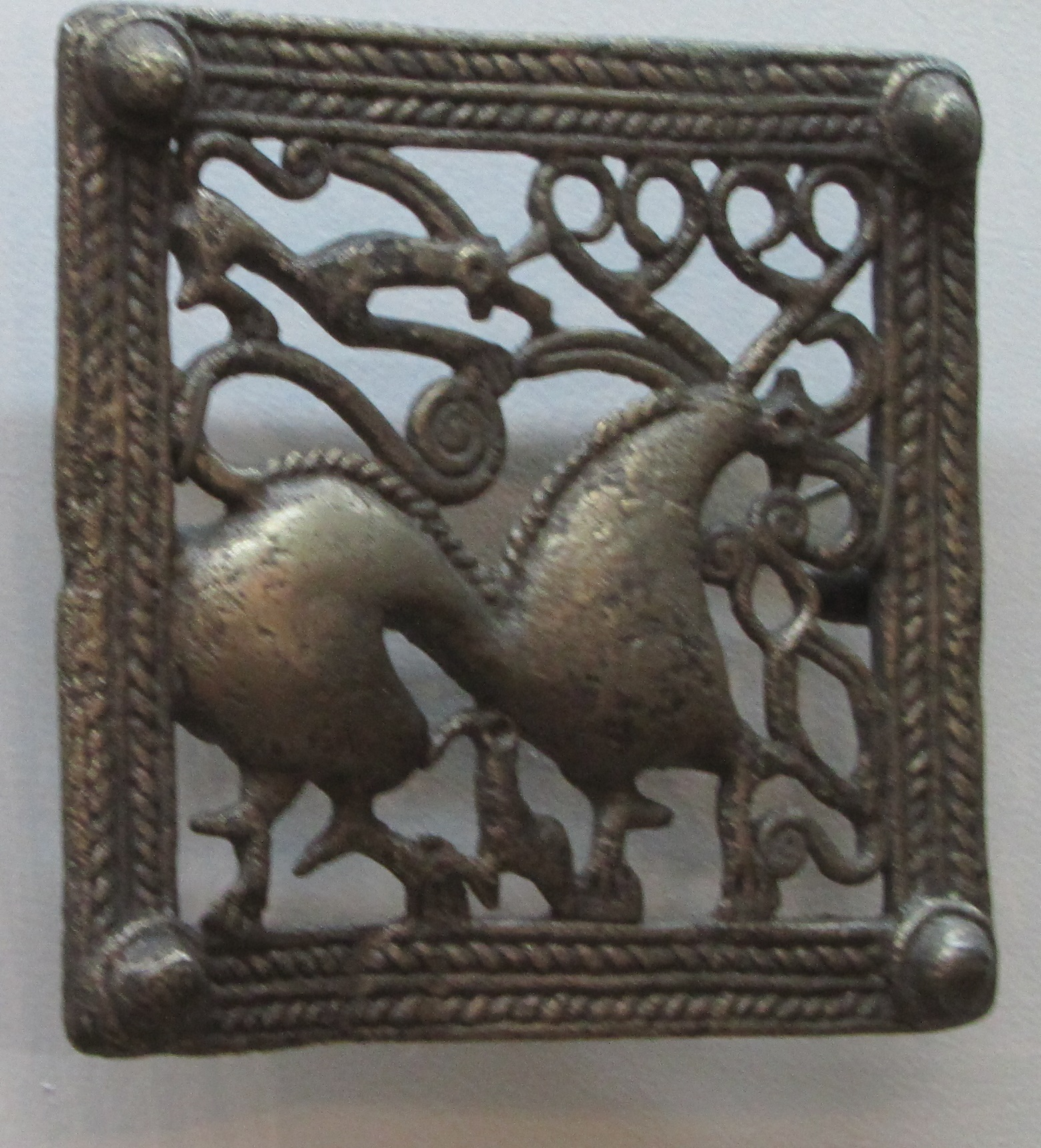
Hebilla de bronce de Georgia del siglo I al IV e.c.
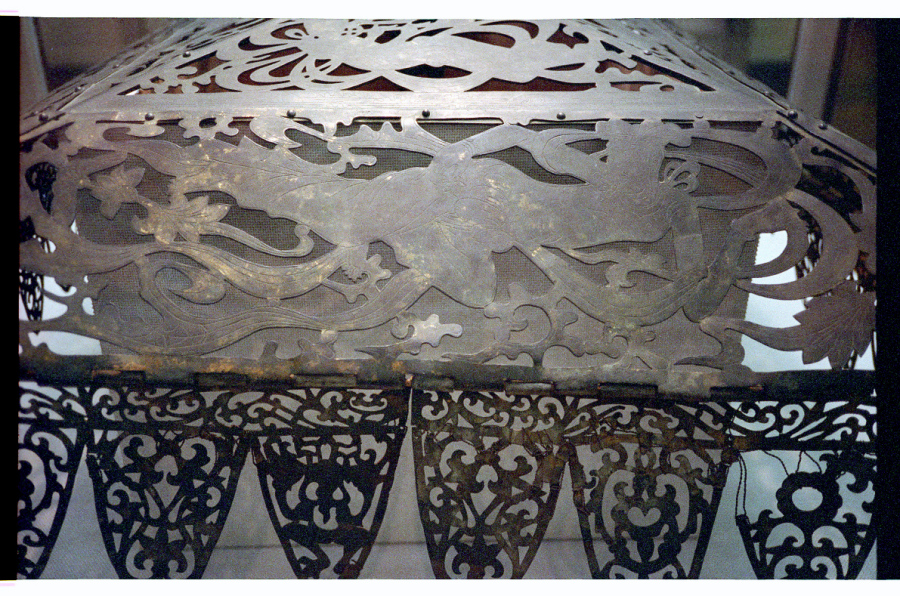
Estandarte ritual de dosel japonés, bronce dorado, siglo VII
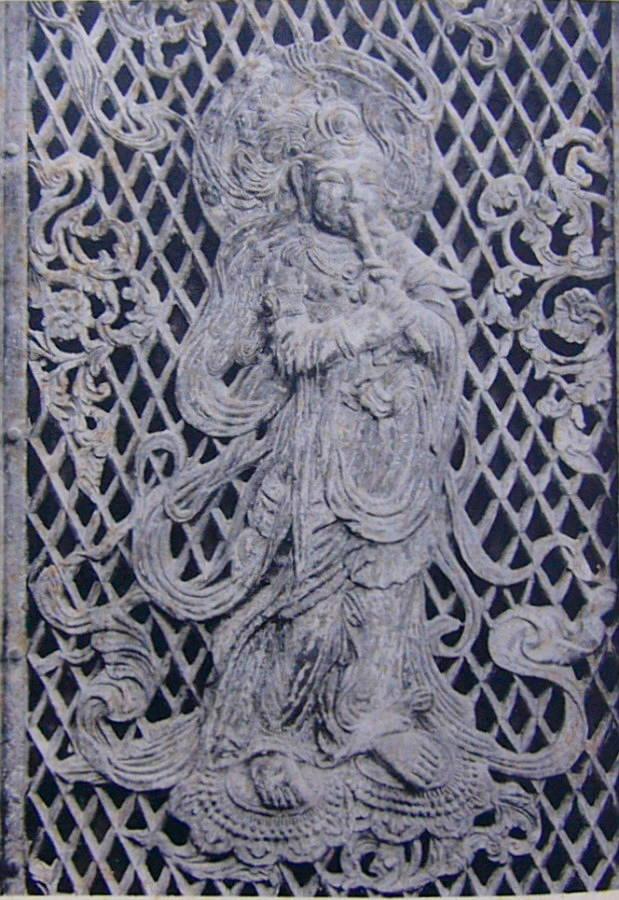
Tōdai-ji, siglo VIII
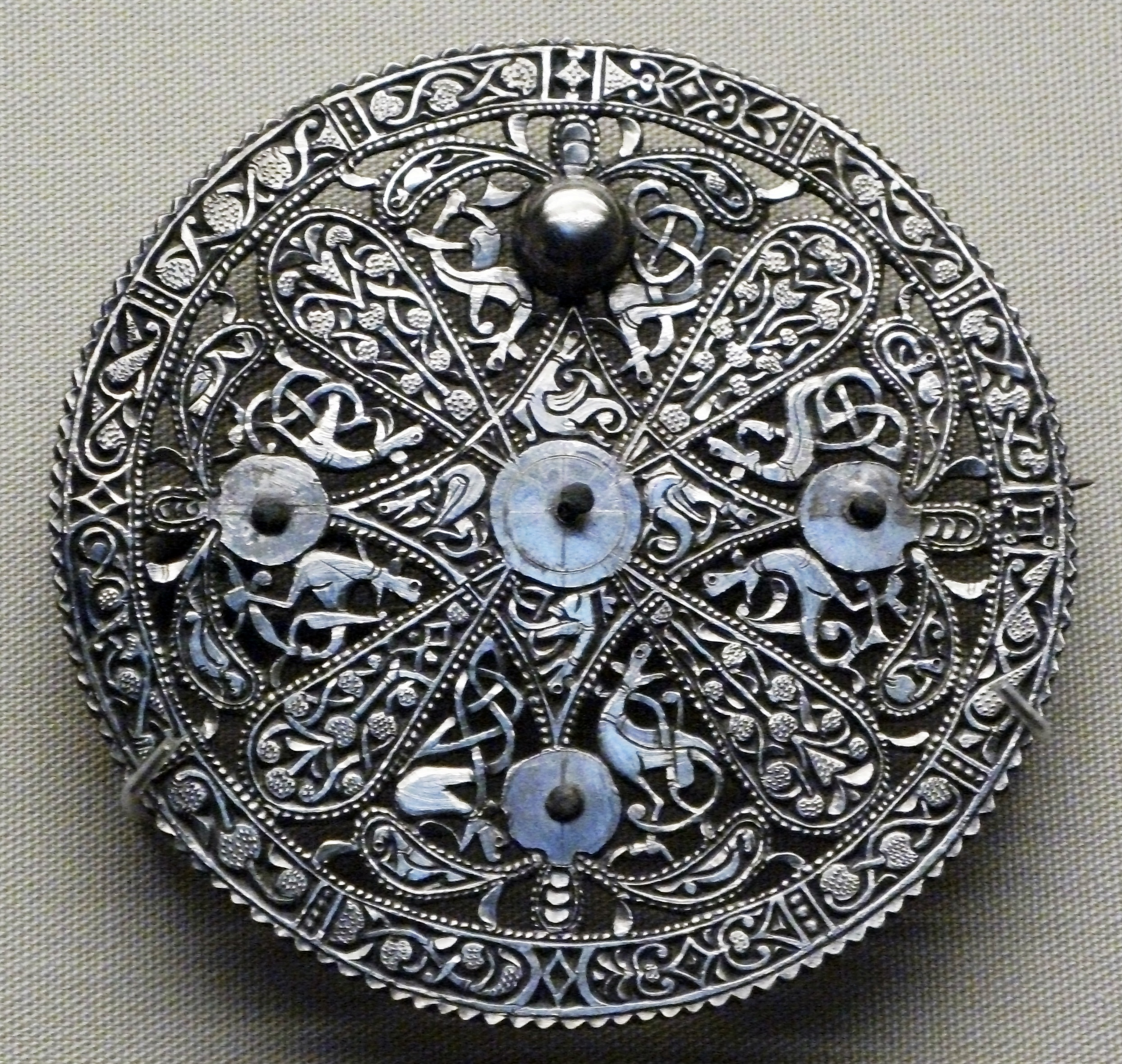
Broche anglosajón del Pentney Hoard
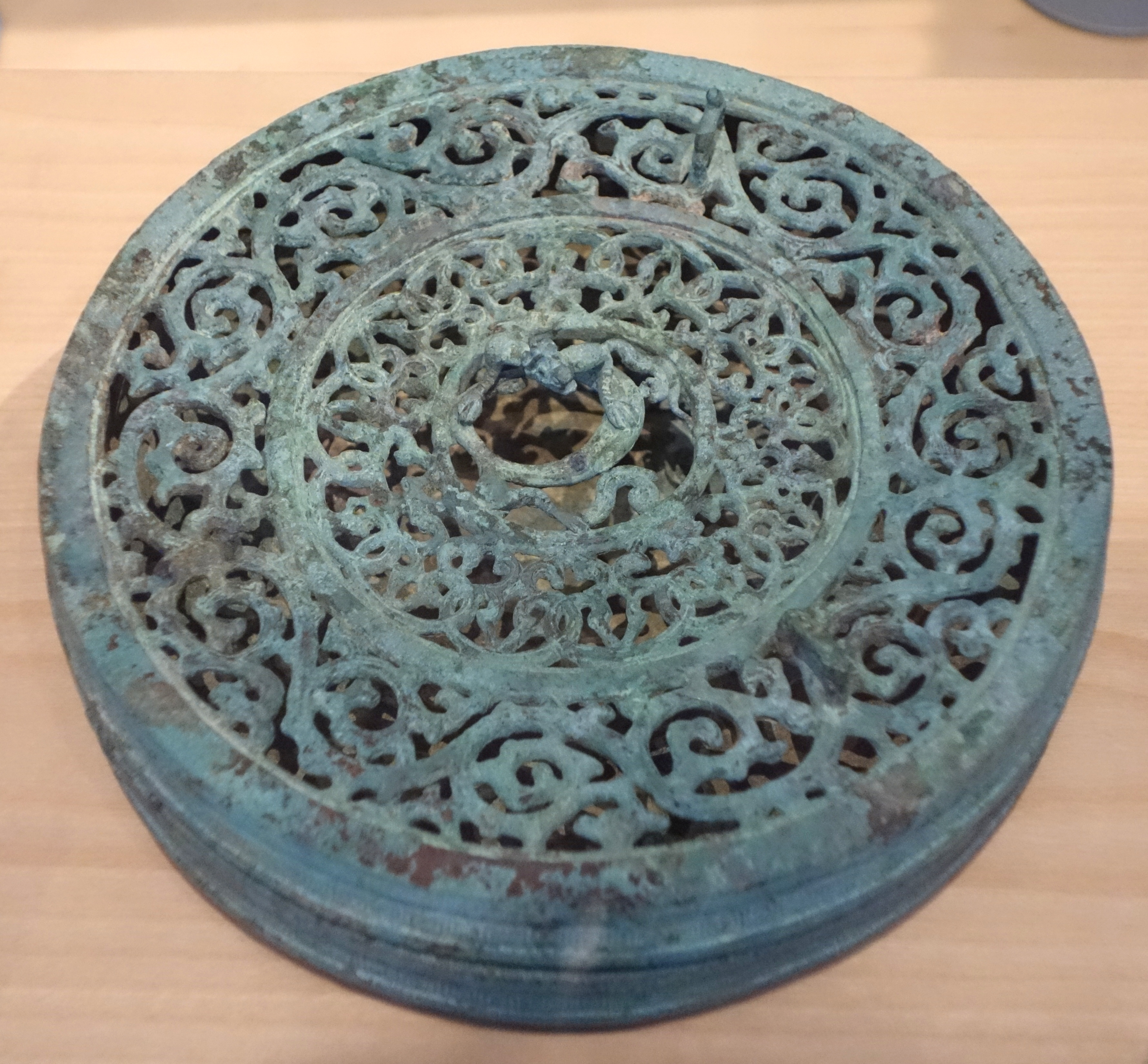
Caja de fragancias con tapa calada de Corea (dinastía Goryeo), siglos XI-XII, bronce.
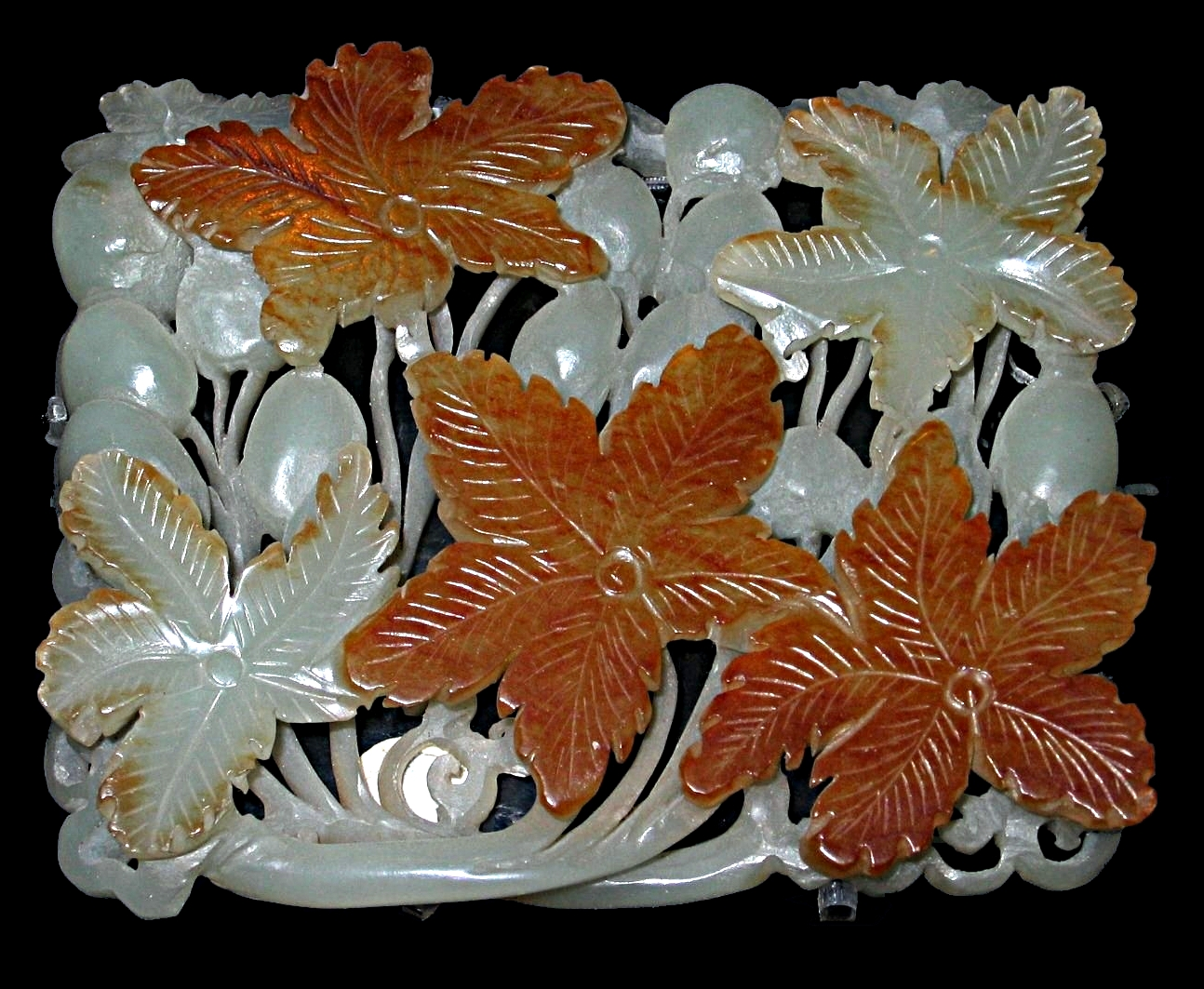
Adorno de jade chino con vides (dinastía Jin)
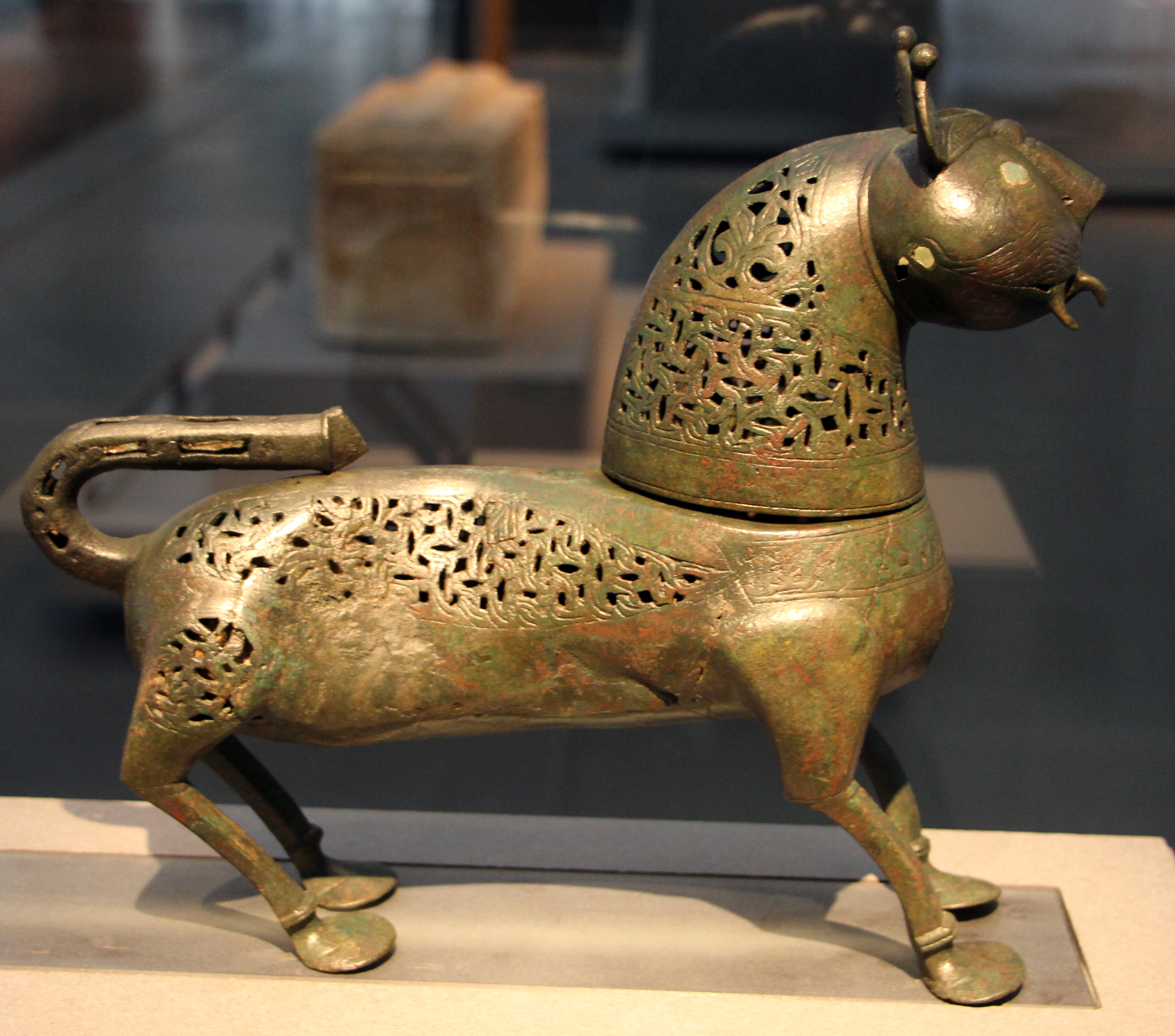
Quemador de incienso persa, siglo XI
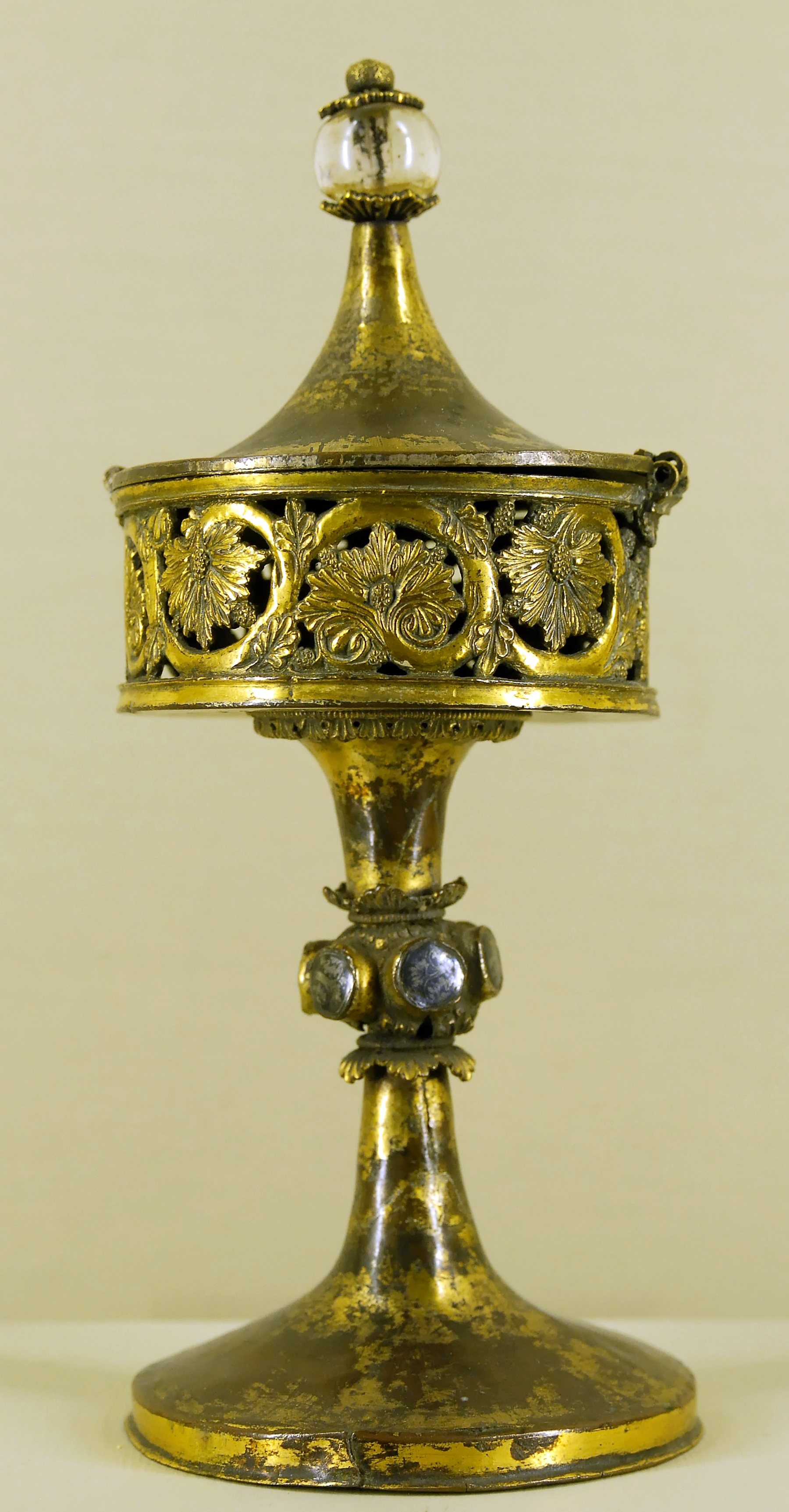
Píxide francés, 1220–1240
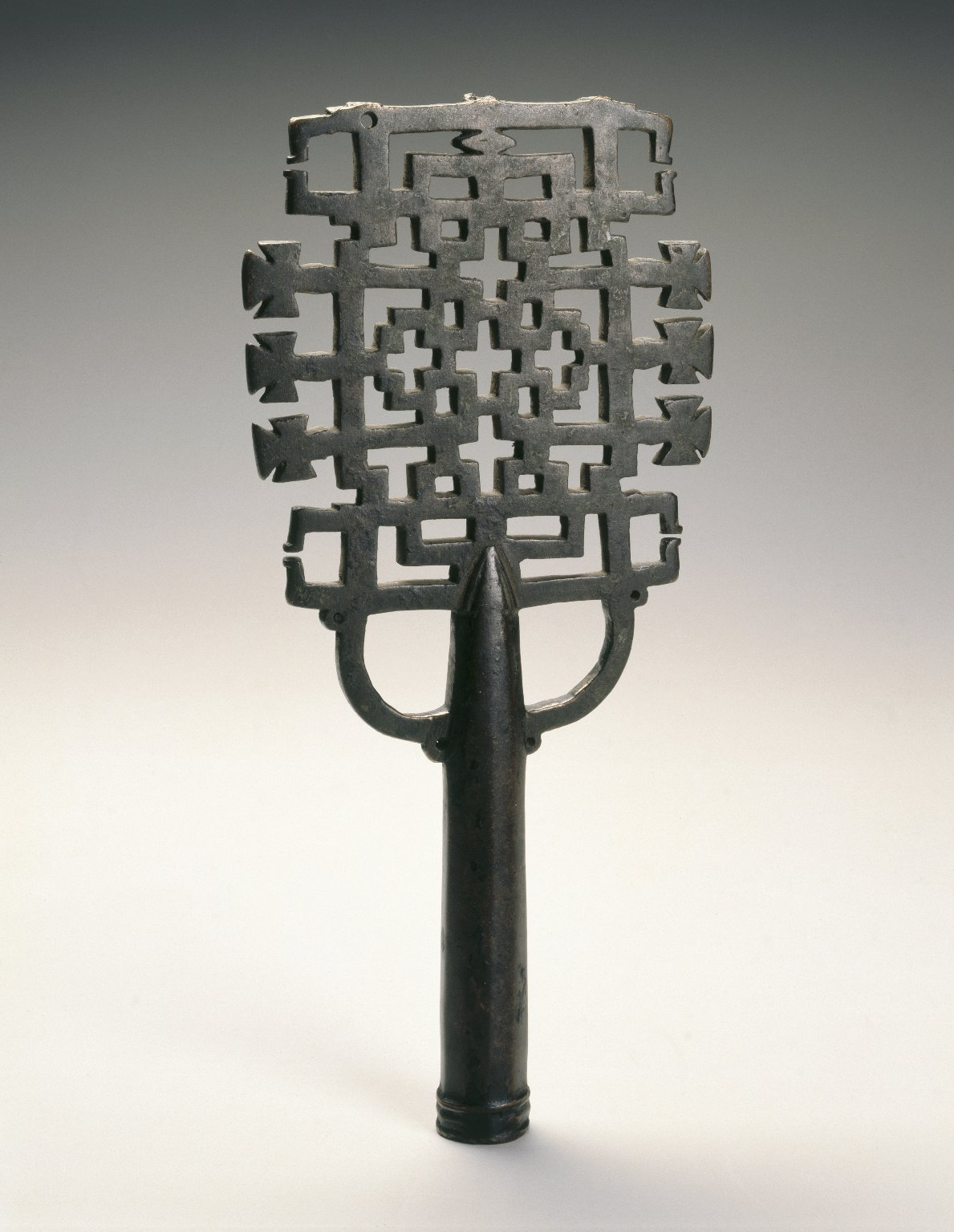
Cabeza de una cruz procesional etíope del siglo XIII o XIV.
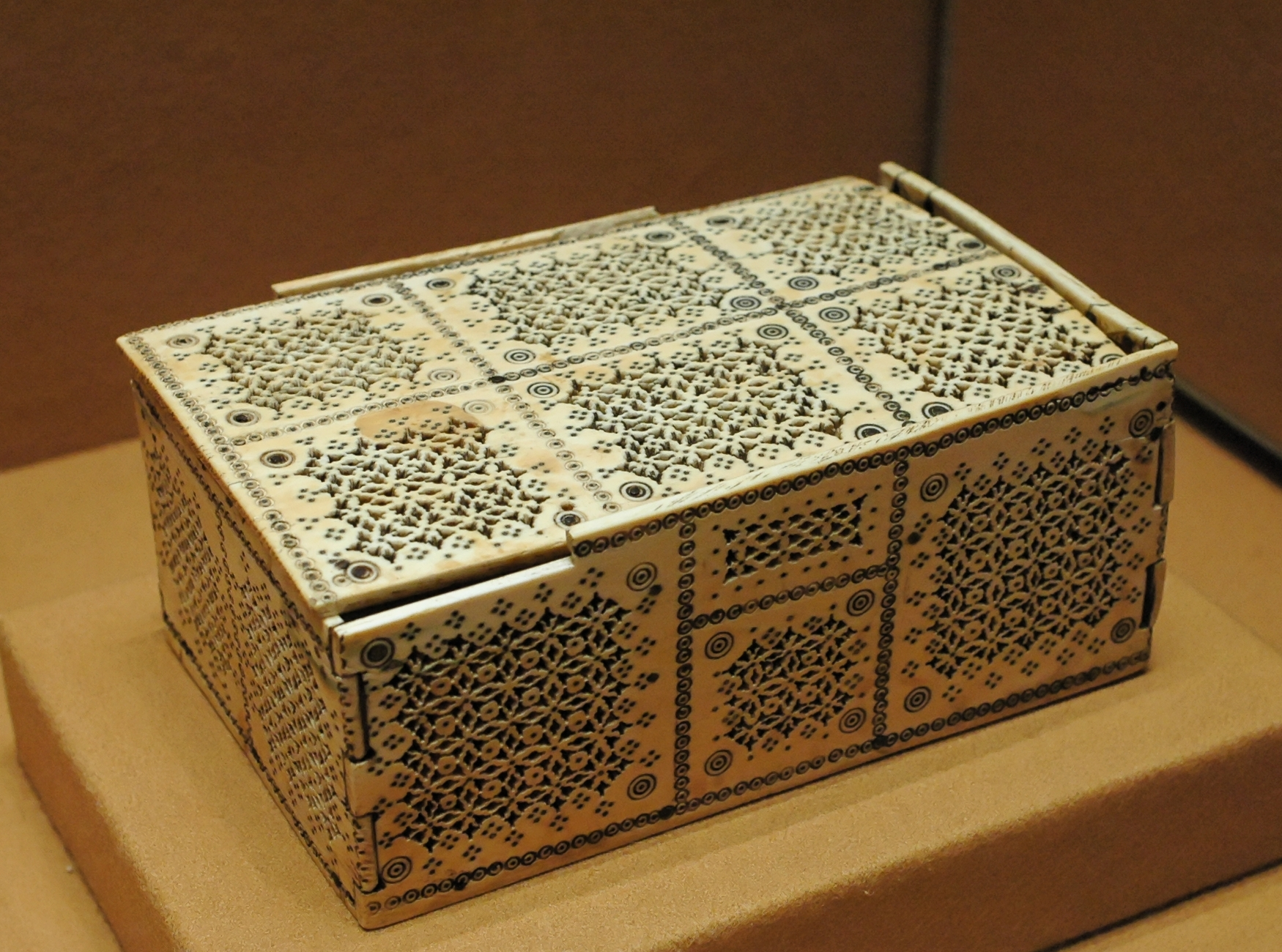
Féretro de marfil, Al-Ándalus o Egipto, siglo XIII o XIV.
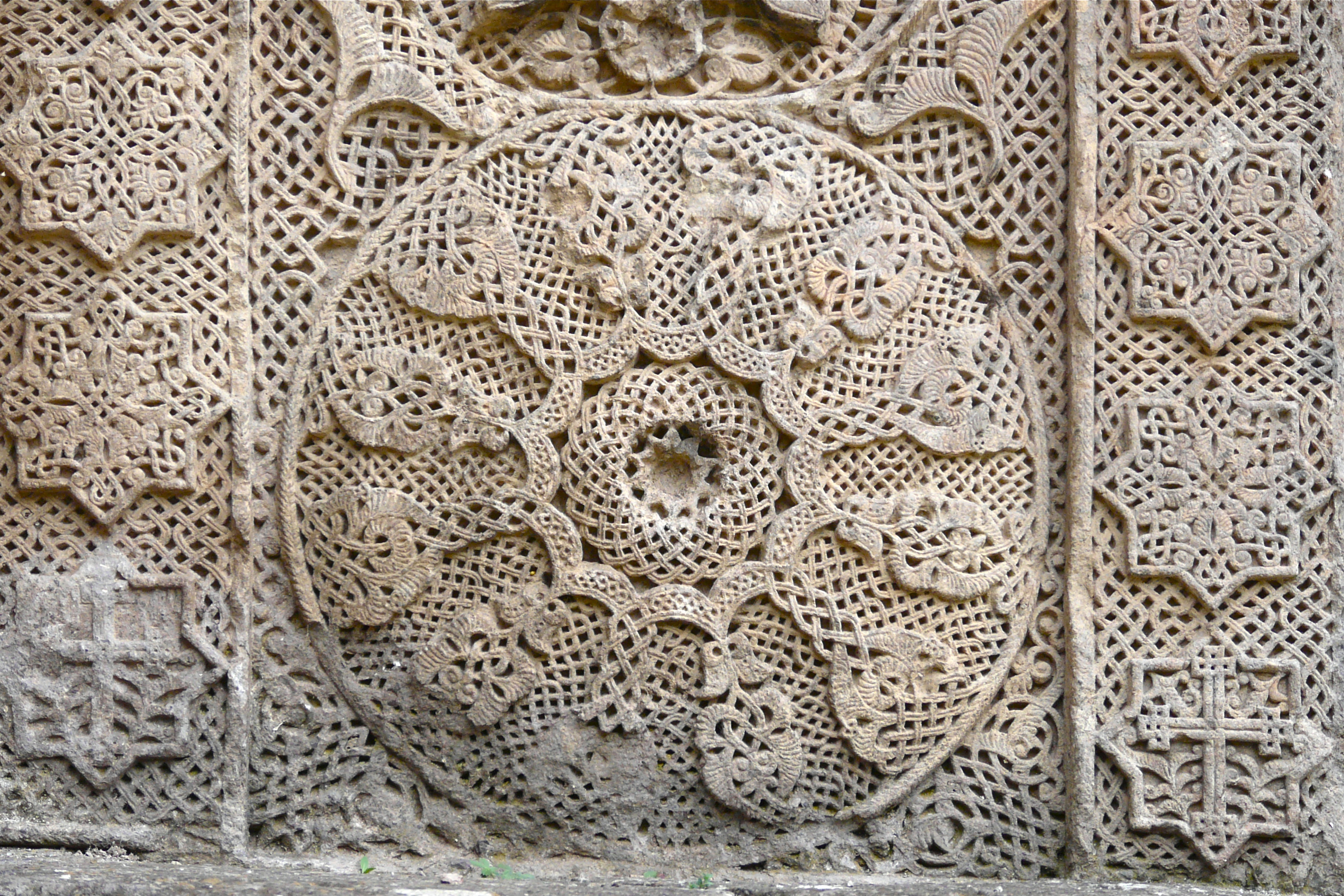
Detalle de un jachkar armenio en Goshavank, 1291. La decoración no atraviesa la losa, por lo que es un relieve estrictamente hablando, que da la impresión de calado.
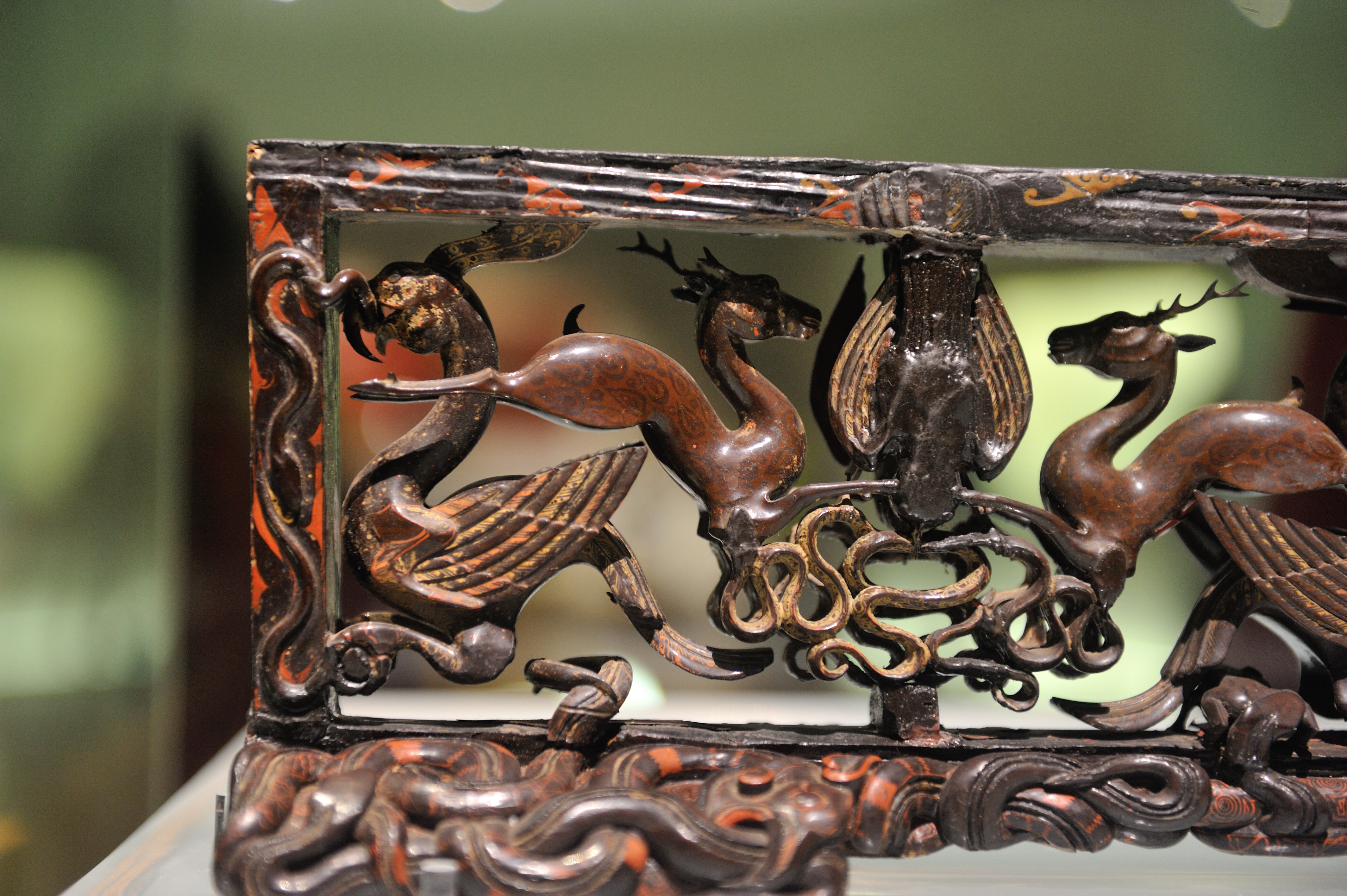
Trabajo en madera y laca china.
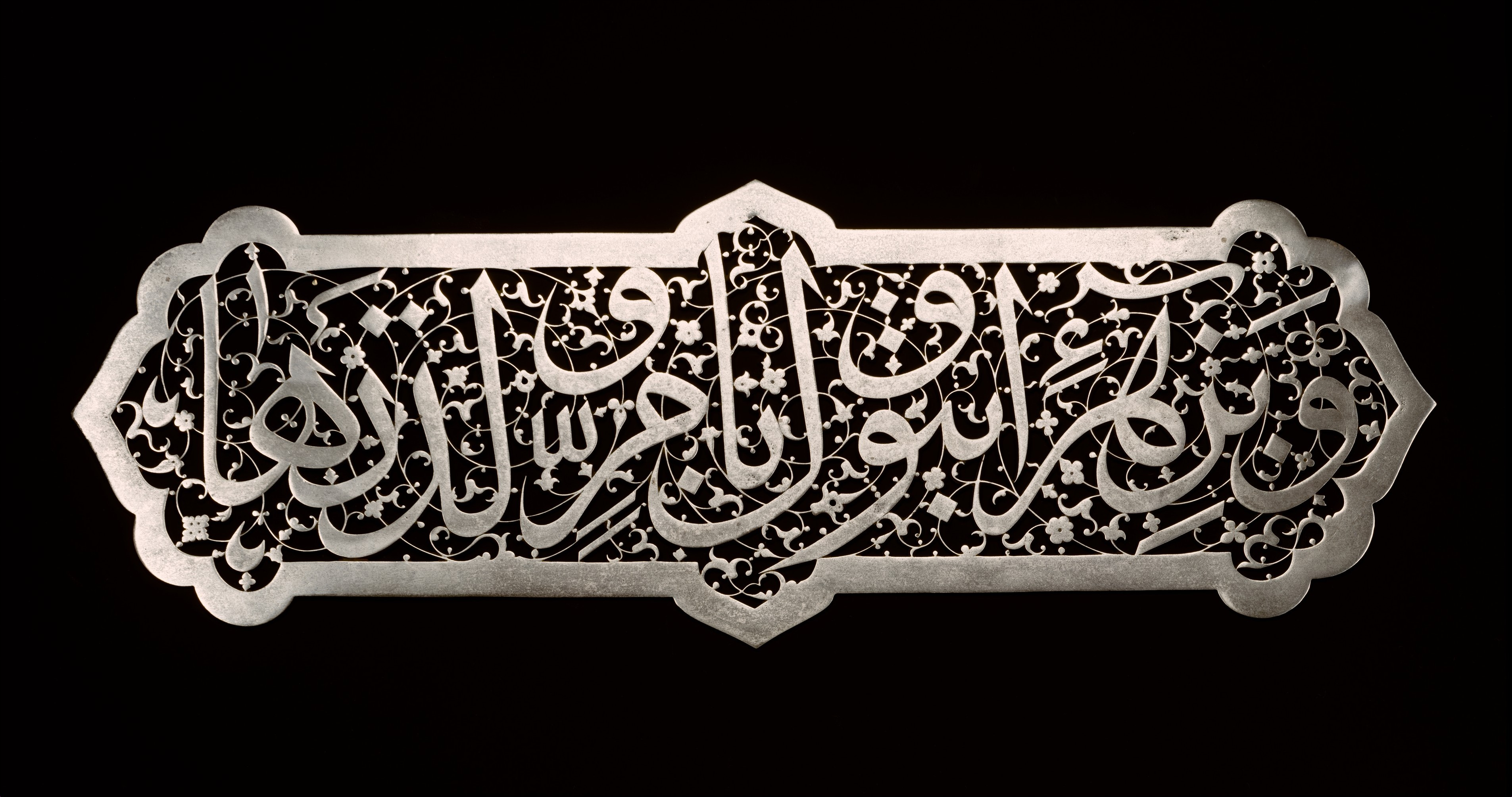
Placa de acero de Irán. Uno de un conjunto de 8, probablemente para fijar a la madera, tal vez en una tumba real, del siglo XVII.
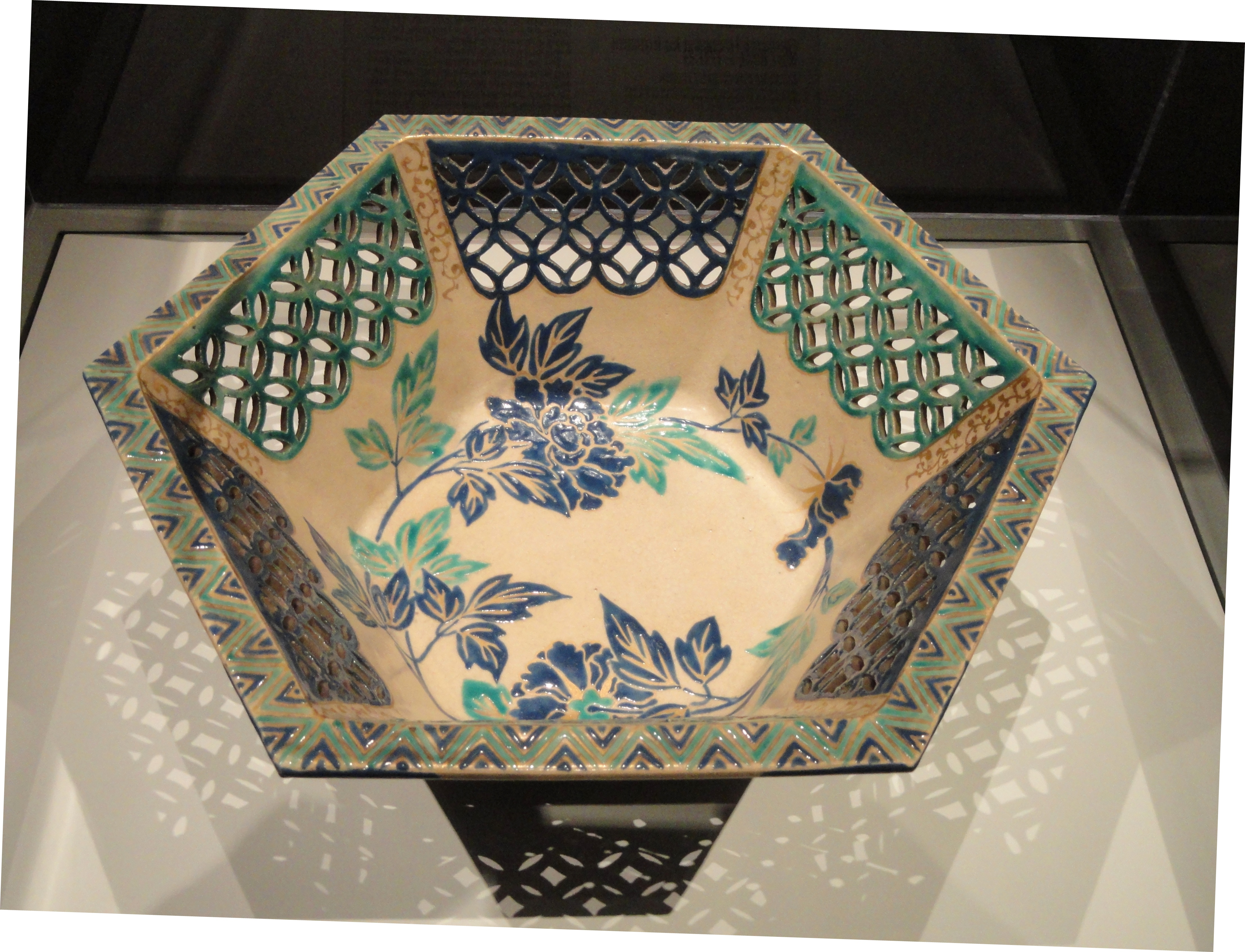
Cuenco calado hexagonal Ko-Kiyomizu (1731–1752), Japón, artista desconocido, gres con esmaltes sobre vidriados
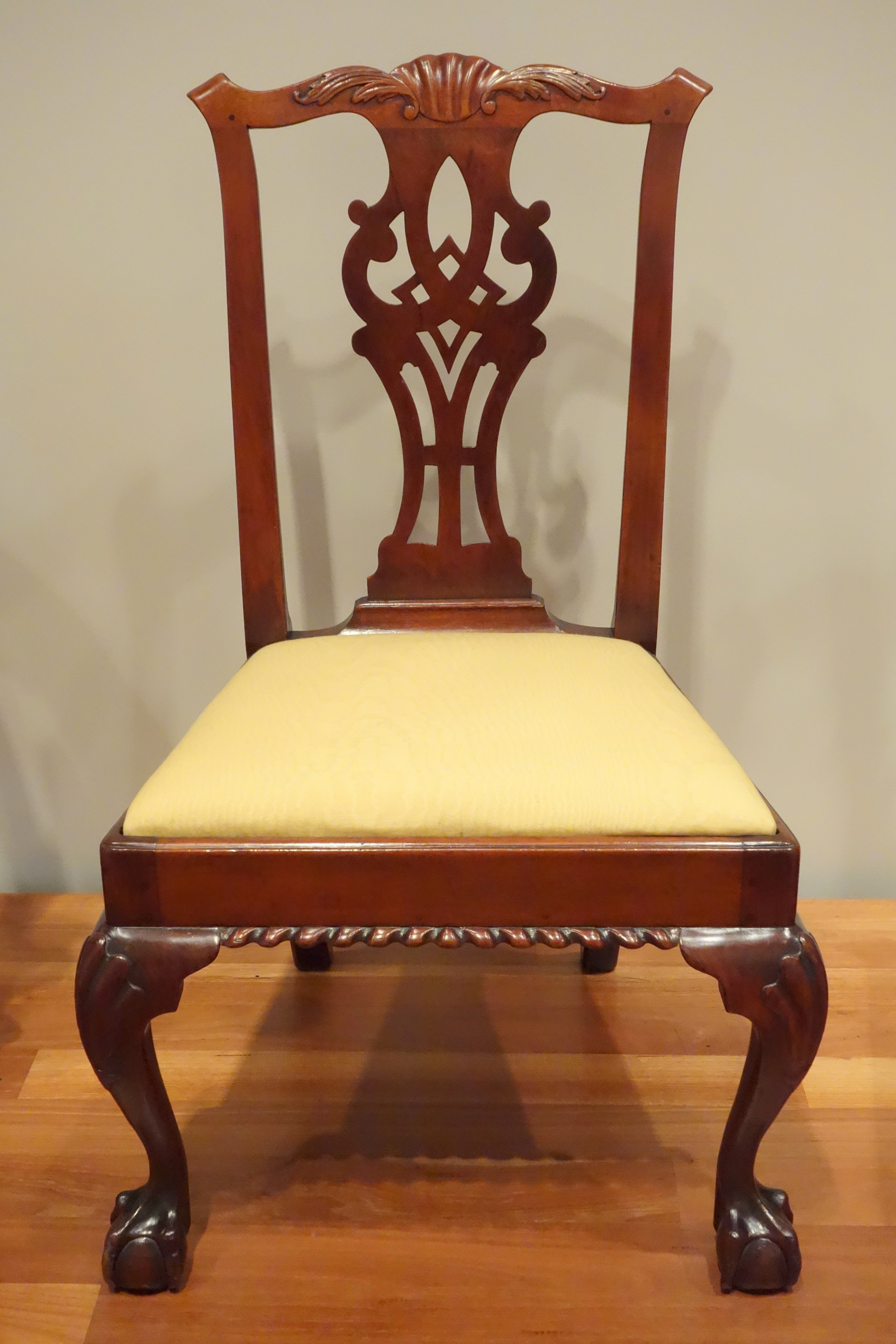
Silla estadounidense, 1760–80, según un diseño de Thomas Chippendale
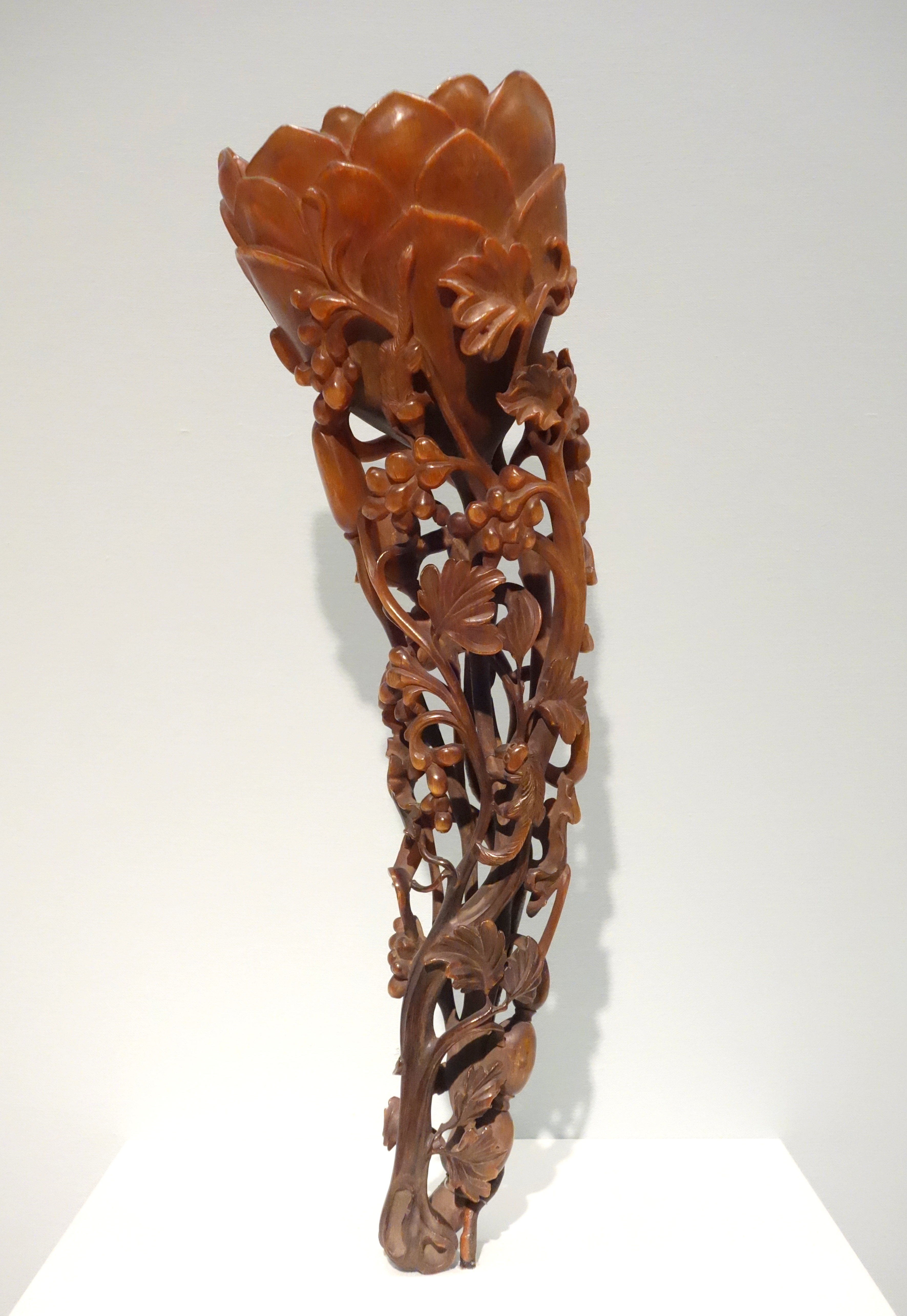
Copa en forma de loto con el mango calado, China, probablemente del siglo XIX e.c. (cuerno de rinoceronte)
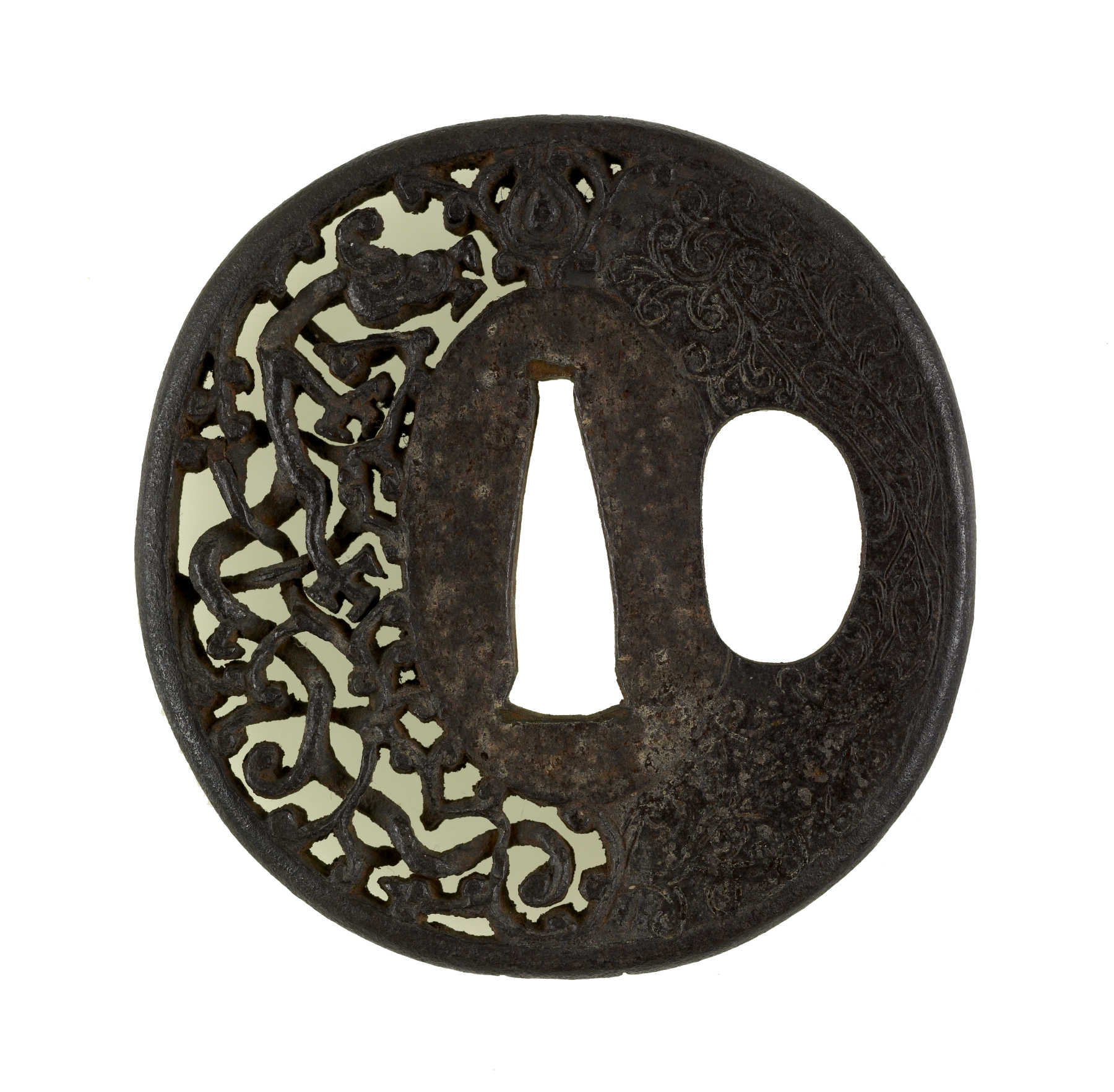
Tsuba japonesa, principios del siglo XIX.
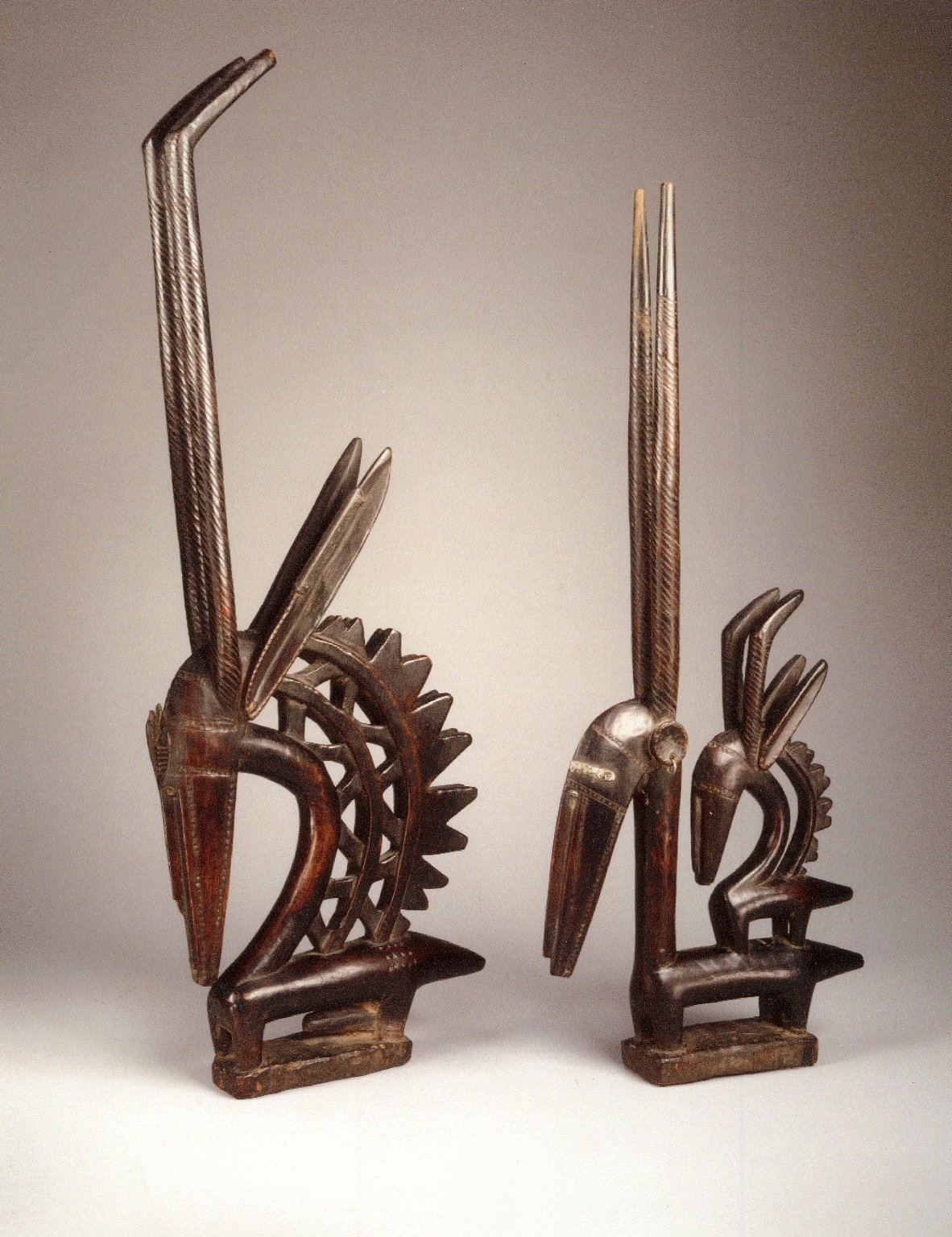
Casco de bailarina africana de madera
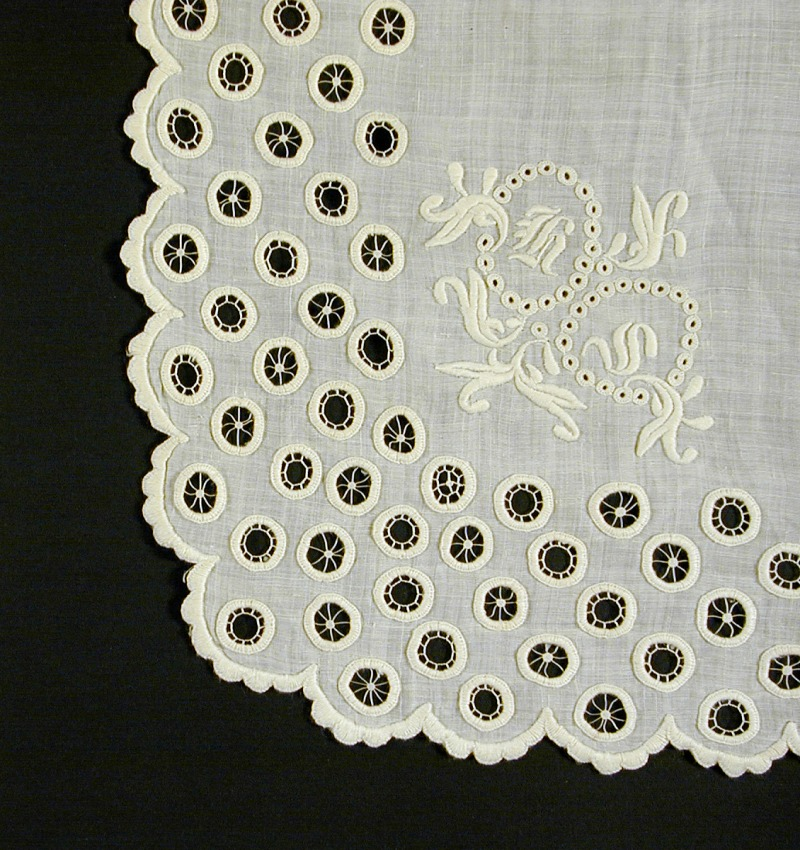
Detalle de pañuelo bordado con ojales. Alemania o Suiza, siglo XIX.